# Andrés Sandoval
Andrés Sandoval Yanes (* 3. August 1924 in Caracas; † 2. Mai 2004) war ein venezolanischer Komponist.

## Leben
Sandovals Vater Avelino Sandoval, der in der Militärkapelle von Caracas die erste Posaune spielte, brachte ihn bereits im Alter von sechs Jahren zu Vicente Emilio Sojo, von dem er Kompositionsunterricht bekam. Nachdem er Instrumentalunterricht bei Juan Bautista Plaza, José Lorenzo Llamozas und Eduardo Plaza genommen hatte, wurde er zwölfjährig Mitglied der Militärkapelle, die er zwei Jahre später dirigierte.
1950 schloss er die Escuela de Música de Caracas als Maestro Compositor ab, vervollkommnete seine Violinausbildung bei Ricardo Odnoposoff und studierte Instrumentation bei Pedro E. Gutiérrez. Nach seiner Ausbildung wirkte er als Instrumentalsolist und Dirigent bei verschiedenen Orchestern Venezuelas. Vierundzwanzig Jahre lang leitete er den Chor der Universidad Católica Andrés Bello.
Sandoval komponierte sinfonische Dichtungen, Suiten, Streichquartette und Lieder.